# Monument Dugald Stewart
Le monument Dugald Stewart est un mémorial du philosophe écossais Dugald Stewart (1753-1828). Il est situé sur la colline de Calton Hill surplombant la ville d'Édimbourg et a été conçu par l'architecte écossais William Henry Playfair. Il a été achevé en septembre 1831 en style néo-classique.

## Contexte
La conception de Playfair est basée sur le monument choragique de Lysicrates à Athènes, en Grèce, et est un temple circulaire de neuf colonnes corinthiennes cannelées autour d'une urne élevée sur un podium circulaire. Cet exemple de l'architecture de la Grèce antique avait été porté à une plus grande attention par l'étude illustrée de James "l'Athénien" Stuart et Nicholas Revett, Les Antiquités d'Athènes, publiée en 1762. Le monument est un bâtiment classé de catégorie A depuis le 19 avril 1966. La forme choragique a également été utilisée pour le monument contemporain voisin de Robert Burns, conçu par Thomas Hamilton.
Dugald Stewart était professeur à l'Université d'Édimbourg, titulaire de la chaire de philosophie morale de 1786 jusqu'à sa mort. La Royal Society of Edinburgh a commandé le monument et choisi son site en 1830 .

Playfair a également conçu le Monument National d'Écosse à proximité (avec Charles Robert Cockerell) et était également responsable de la voie qui entoure Calton Hill sur trois côtés, comprenant Royal Terrace, Carlton Terrace et Regent Terrace. 

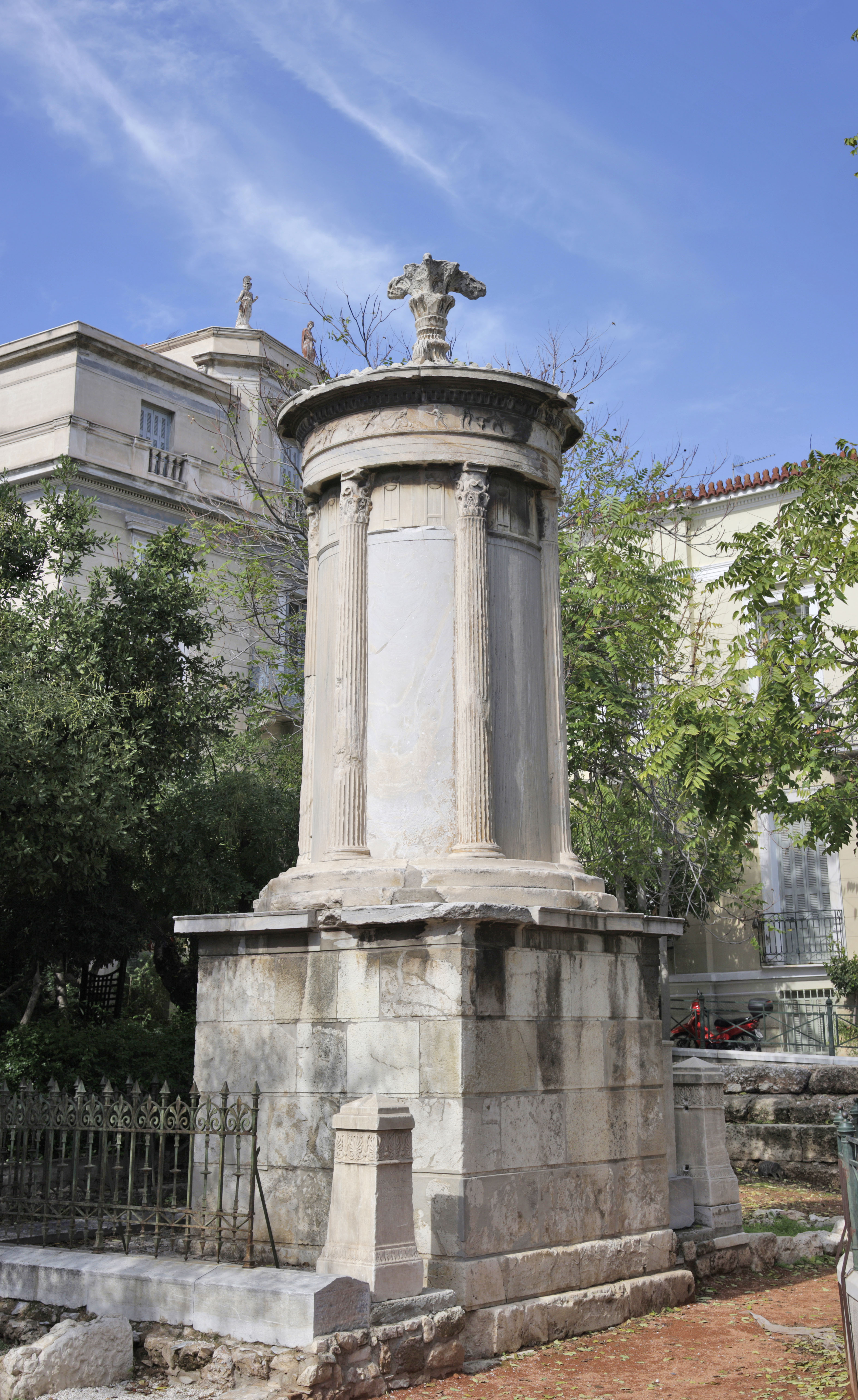
Monument choragique de Lysicrate, à Athènes
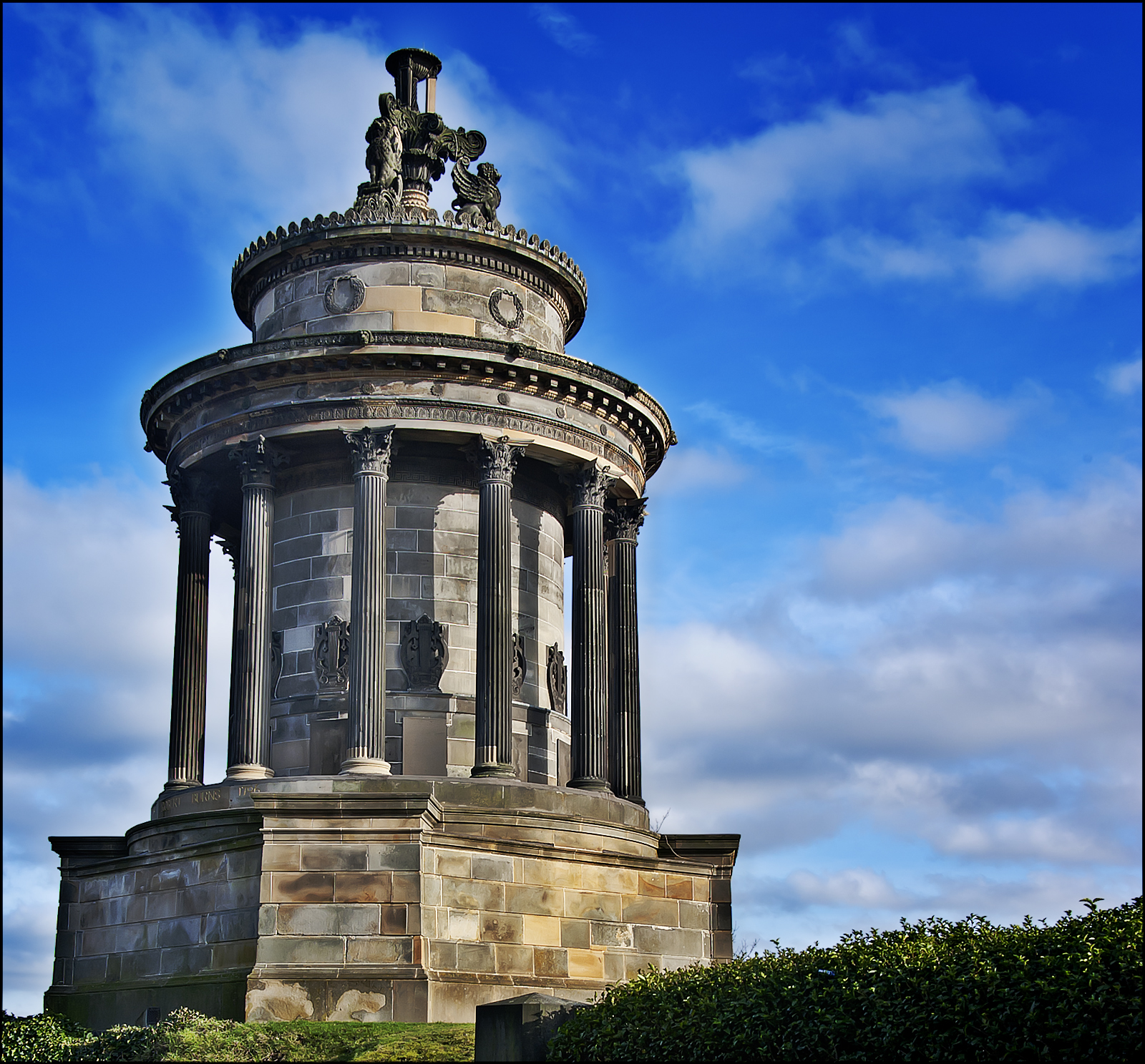
Robert Burns Monument, sur Regent Road